# Max Shachtman
Max Shachtman, född 10 september 1904, död 4 november 1972, var en amerikansk socialistisk politiker. 
Efter att som trotskist ha uteslutits ur Communist Party USA 1928 tillsammans med bland andra James P. Cannon anslöt sig Max Shachtman till dennes grupp och var med och bildade Socialist Workers Party. 
Efter en bitter strid mot James P. Cannon, som med stöd av Lev Trotskij förespråkade ett stöd till Sovjetunionen i andra världskriget, där Shachtman förespråkade en defaitistisk inställning, lämnade Shachtman SWP 1940.